# St. Ulrich (Grasbrunn)

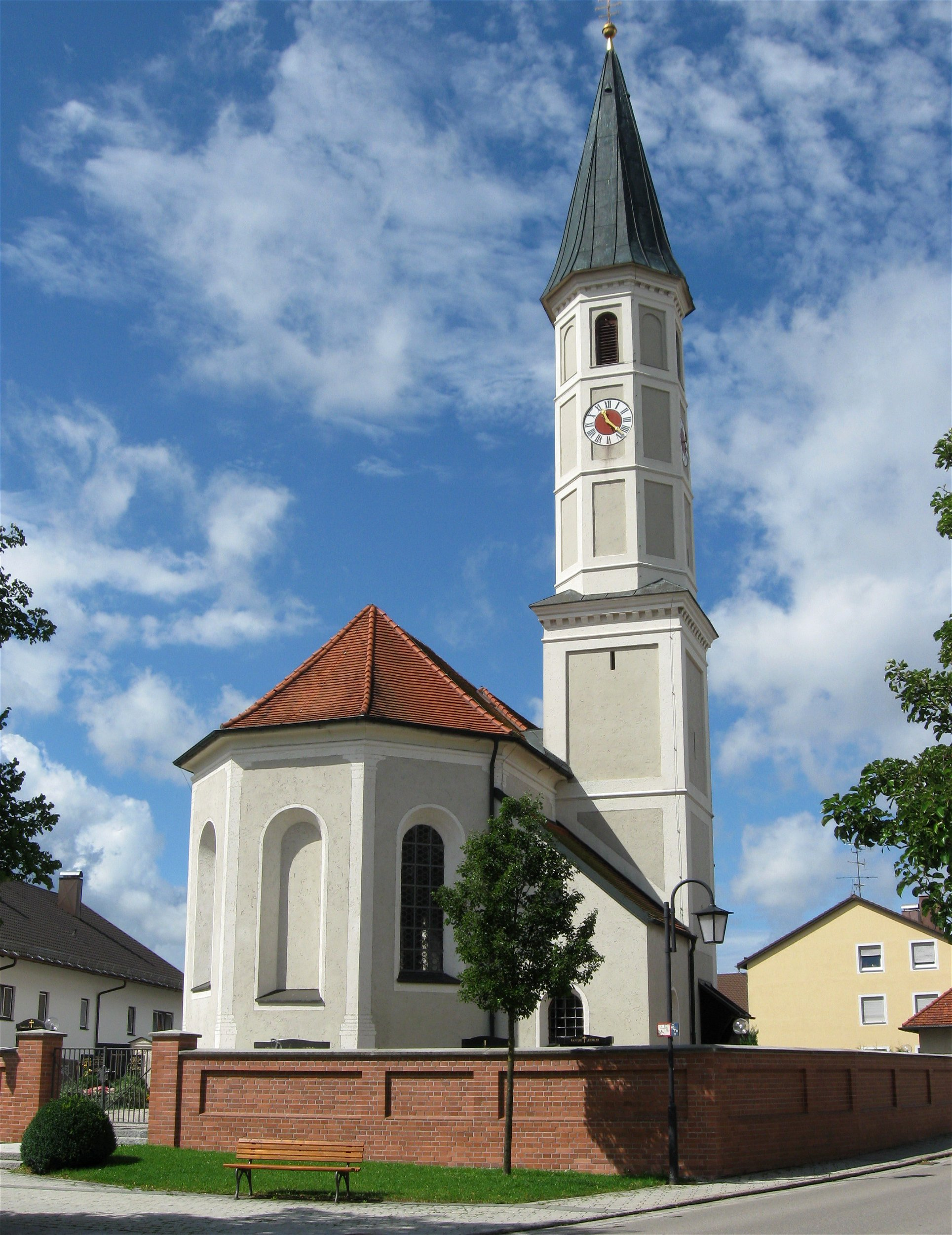
St. Ulrich in Grasbrunn

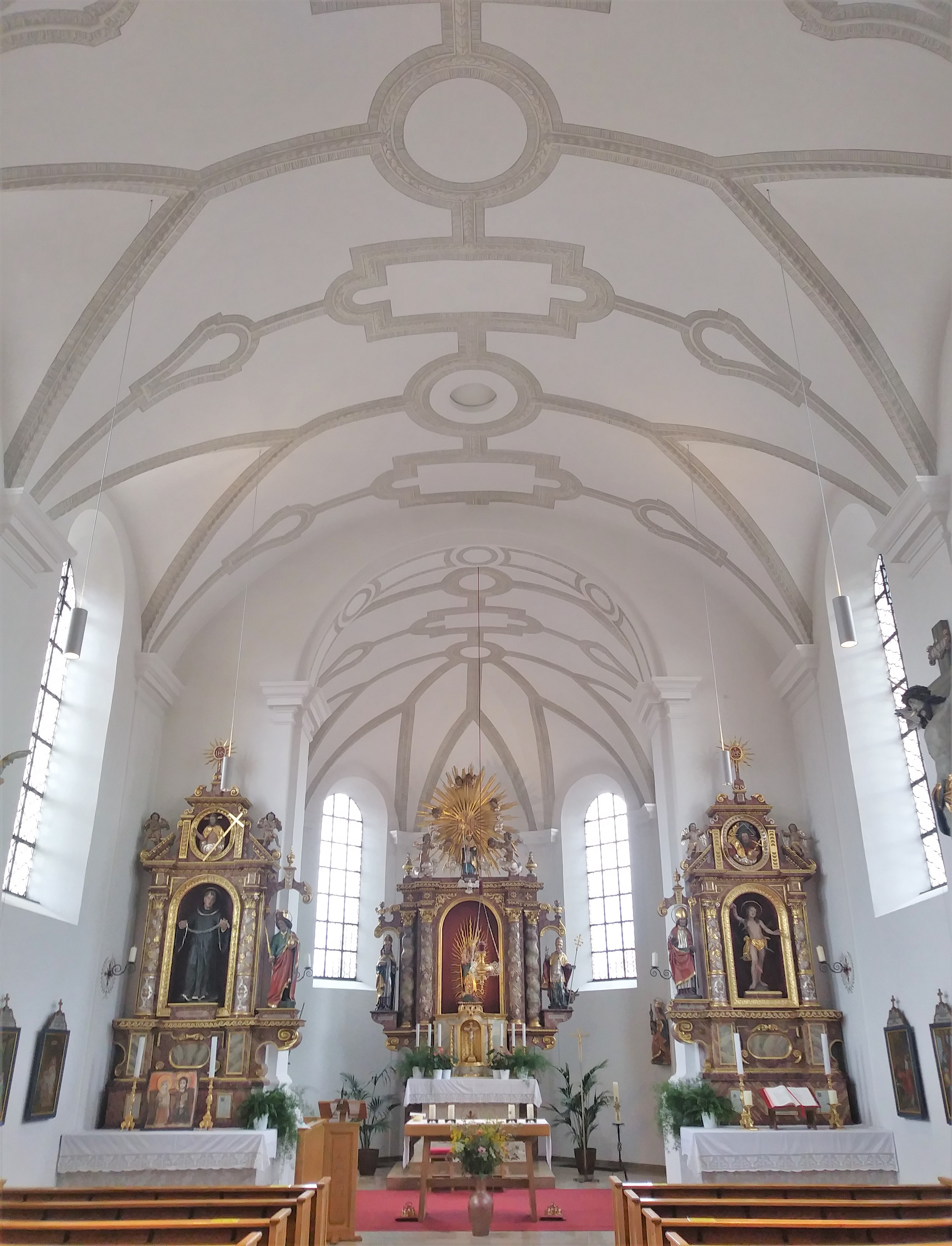
Innenansicht

Die römisch-katholische Filialkirche und ehemalige Pfarrkirche St. Ulrich steht in Grasbrunn, einer Gemeinde im oberbayerischen Landkreis München. Das Bauwerk ist in der Liste der Baudenkmäler in Grasbrunn als Baudenkmal unter der Nr. D-1-84-121-1 eingetragen. Die Kirche gehört zum Pfarrverband Vier Brunnen – Ottobrunn im Dekanat München-Südost des Erzbistums München und Freising.

## Beschreibung
Die ursprünglich gotische Saalkirche wurde im 18. Jahrhundert neu gebaut. Ihr Erscheinungsbild ist durch die 1834 durchgeführte Erneuerung nach einem Brand geprägt. Die Kirche besteht aus dem Langhaus zu vier Jochen, dem eingezogenen, dreiseitig geschlossenen Chor zu zwei Jochen im Osten und dem Chorflankenturm auf quadratischem Grundriss an der Nordwand des Chors. Von den drei achteckigen Obergeschossen des Turms enthält das oberste den Glockenstuhl mit drei Kirchenglocken, das darunter die Turmuhr. Die Sakristei wurde in der Nordostecke angefügt.
Der Innenraum des Langhauses ist mit einem hölzernen Tonnengewölbe überspannt. Die Altäre wurden um 1660/70 aufgestellt. Der Hochaltar wurde im 18. Jahrhundert verändert. Er wird von den Skulpturen des Erasmus von Antiochia und des Silvester I. flankiert.

## Orgel

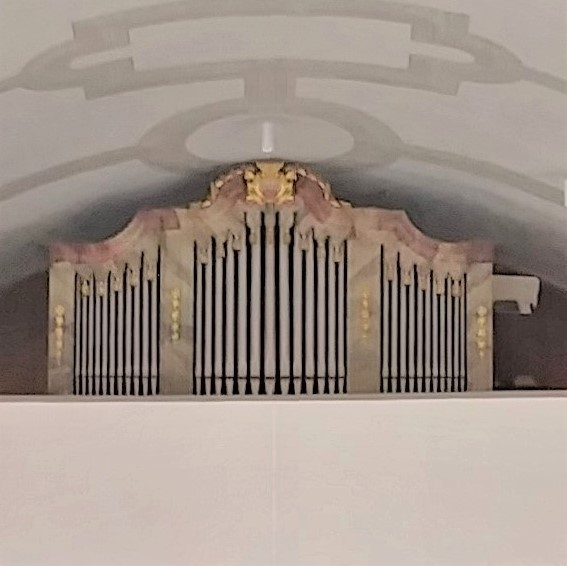
Die Schuster-Orgel

Die Orgel mit 6 Registern auf einem Manual und Pedal wurde von Orgelbau Carl Schuster & Sohn im Jahr 1976 gebaut. Die Disposition lautet:
| Manual    |       |
| Gedackt   | 8′    |
| Prinzipal | 4′    |
| Rohrflöte | 4′    |
| Octave    | 2′    |
| Quinte    | 1 ⁄3′ |

| Pedal  |     |
| Subbaß | 16′ |

- Koppel: M/P
- Bemerkungen: Kegelladen, mechanische Spiel- und Registertraktur